# Сигов, Дмитрий Иванович
Дмитрий Иванович Сигов (1914—1942) — лётчик-ас, капитан Рабоче-крестьянской Красной Армии, участник Великой Отечественной войны, Герой Советского Союза (1942).

## Биография
Дмитрий Сигов родился 14 мая 1914 года в селе Крестище (ныне — Советский район Курской области). С 1927 года жил с родителями в Донбассе. После окончания семи классов школы и двух курсов рабфака в Донецке работал сначала на шахте, затем на железной дороге помощником машиниста. Одновременно учился в аэроклубе.
В 1934 году Сигов был призван на службу в Рабоче-крестьянскую Красную Армию. Окончил Ворошиловградскую военную авиационную школу лётчиков в 1937 году. Служил в истребительном авиационном полку в городе Спасск-Дальний Приморского края. Участвовал в боях на озере Хасан в 1938 году в составе 48-го истребительного авиационного полка. В июле — сентябре 1939 года воевал в на реке Халхин-Гол в составе 56-го истребительного авиационного полка. На истребителе И-16 на Халхин-Голе лично сбил 2 японских самолёта.
В 1939—1940 годах участвовал в боях советско-финской войны в составе 48-го истребительного авиационного полка, воздушных побед не имел. С 1940 года служил в формирующемся 131-м истребительном авиаполку в Запорожье.
С начала Великой Отечественной войны — на её фронтах, командовал звеном в 131-и истребительном авиационном полку, затем — помощник командира эскадрильи. Первым в 131-м полку одержал победу в воздушном бою, сбив 4 июля 1941 года в районе Тирасполя немецкий бомбардировщик Ju-88. При посадке на повреждённый вражеской бомбардировкой аэродром 17 сентября 1941 года самолёт потерпел аварию, сам он был тяжело ранен и покалечен: пробит череп, раздроблена челюсть, перелом ноги. К этому времени на боевом счету были 4 сбитых немецких самолёта лично и 2 — сбитых в группе. Был представлен в сентябре 1941 года командиром полка к званию Героя Советского Союза, с этим представлением согласились командующий ВВС фронта К.А. Вершинин и командующий фронтом Р.Я. Малиновский. Но из Москвы документы на награждение были возвращены, и тогда командующий Южным фронтом Малиновский своей властью наградил Дмитрия Сигова орденом Ленина. Несколько месяцев лечился в госпитале в Новосибирске, куда была эвакуирована его семья. После лечения был признан негодным к лётной работе из-за травм, но добился возвращения в авиацию. Служил в 91-м запасном авиационном полку, снова стал летать и был назначен лётчиком-инструктором.
В июле 1942 года вернулся в свой 131-й истребительный авиаполк, назначен штурманом звена. Прославился в ходе битвы за Кавказ: участвовал в ней менее 3 месяцев, но за это время сбил 8 самолётов лично и 3 — в группе. К октябрю 1942 года капитан Дмитрий Сигов был штурманом — заместителем командира 131-го истребительного авиаполка 217-й истребительной авиадивизии 4-й воздушной армии Закавказского фронта. Воевал на истребителях И-16, ЛаГГ-3, Ла-5. За время своего участия в Великой Отечественной войне он совершил 156 боевых вылетов, принял участие в 52 воздушных боях, сбив 11 вражеских самолётов лично и ещё 5 — в составе группы. 26 октября 1942 года Сигов погиб в бою в районе населённого пункта Тулатово (ныне — город Беслан). Похоронен в городе Беслан в Северной Осетии.
Указом Президиума Верховного Совета СССР «О присвоении звания Героя Советского Союза начальствующего и рядового состава Красной Армии» от 13 декабря 1942 года за «образцовое выполнение боевых заданий командования на фронте борьбы с немецкими захватчиками и проявленные при этом отвагу и геройство» посмертно удостоен звания Героя Советского Союза.

## Награды
- два ордена Ленина (23 февраля 1942, 13 декабря 1942);
- два ордена Красного Знамени (1940, 5 ноября 1941)[4].

## Память
- Именем Сигова названа улица и школа в Макеевке, улица в Новосибирске[4]. В Беслане именем Героя названа улица, на ней в 2013 году была установлена мемориальная доска[12].
- Мемориальная доска в Донецке установлена в мае 2018 года[13].